# Egesina sarawakensis
Egesina sarawakensis är en skalbaggsart som beskrevs av Stefan von Breuning 1943. Egesina sarawakensis ingår i släktet Egesina och familjen långhorningar.
Artens utbredningsområde är Sarawak. Inga underarter finns listade i Catalogue of Life.